# Кардаш, Анатолий Абрамович
Анатолий Абрамович Кардаш (псевдоним Аб Мише) (18 сентября 1934, Киев — 16 февраля 2014, Иерусалим) — писатель, историк. Доктор технических наук.

## Биография
Родился в 1934 году в Киеве.
Жил на Украине, в Сибири, в Москве.
В 1991 году репатриировался в Израиль, жил в Иерусалиме.